# Rat-baiting

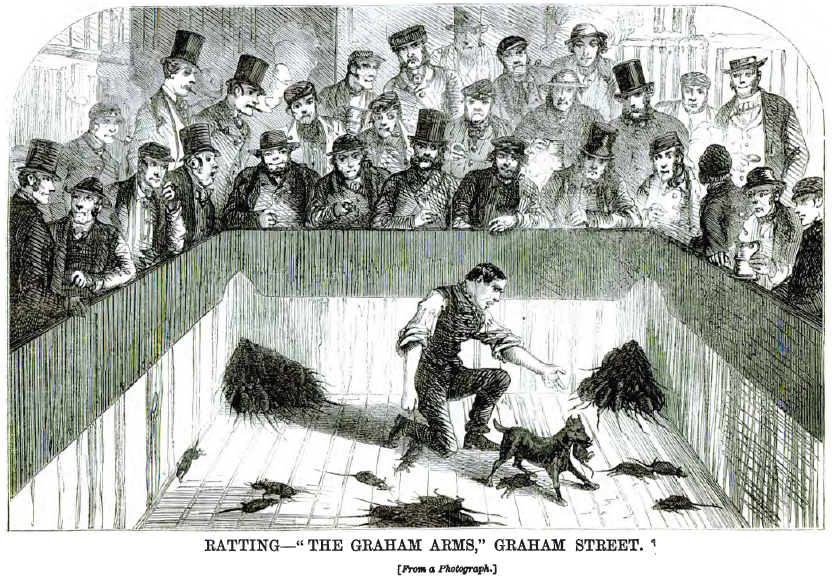
Un'immagine tratta dal libro London labour and the London poor che illustra il rat-baiting.

Il rat-baiting era una forma di combattimento fra animali e gioco d'azzardo che fu molto popolare soprattutto nel Regno Unito fino all'inizio del Novecento. Consisteva nel liberare all'interno di un recinto detto rat-pit ("pozzo dei ratti") un gran numero di ratti e un cane (solitamente del tipo terrier). Il pubblico assisteva al combattimento e piazzava scommesse, per esempio sul numero di ratti che il cane sarebbe riuscito a uccidere in un determinato lasso di tempo.  L'espressione inglese "rat-baiting" viene da rat ("ratto") e baiting (letteralmente: "usare come esca") che era un termine usato per descrivere una varietà di sport simili, in cui un animale veniva esposto all'attacco da parte di altri animali (il bear-baiting, per esempio, consisteva nel sottoporre un orso all'attacco di un certo numero di cani da caccia).

## Storia
Nel 1835, il Parlamento britannico emanò un decreto chiamato Legge contro la crudeltà verso gli animali del 1835 che proibiva numerose forme di baiting, fra cui il bull-baiting (cani vs tori) e bear-baiting (cani vs orsi).  Poiché il decreto non menzionava i ratti, il rat-baiting continuò, diventando la principale forma di baiting.  A Londra esistevano oltre 70 club dove si praticava questo tipo di spettacolo. La celebre raccolta di articoli London Labour and the London Poor di Henry Mayhew, che descrive lo stile di vita della gente comune e dei poveri londinesi dell'Ottocento, tratta in diversi passi del rat-baiting o di professioni a esso associate.
Verso la fine del regno della Regina Vittoria, l'uso di cani in spettacoli violenti divenne sempre più controverso, anche come conseguenza dell'atteggiamento critico della regina stessa, nota per il suo amore per gli animali. Anche il rat-baiting finì così per il divenire illegale a cavallo fra il XIX e il XX secolo. L'ultimo spettacolo di cui si ha notizia si tenne a Lancaster nel 1912, dopo che era entrato in vigore il divieto. Il proprietario del club fu multato e costretto a giurare in tribunale che non avrebbe mai più praticato questa attività.

## Descrizione
Le regole specifiche del rat-baiting potevano essere varie.  In una variante, l'obiettivo del cane era di uccidere, in un tempo prefissato, una quantità di ratti pari al proprio peso.  I ratti (nella quantità richiesta) venivano introdotti nel pozzo, e subito dopo si faceva entrare il cane.  Il cronometro veniva fatto partire non appena il cane toccava terra con le zampe nell'area del pozzo, e fermato quando aveva ucciso l'ultimo ratto.  Un arbitro quindi verificava che i ratti fossero morti, colpendoli tre volte sulla coda con un bastone.  Se un ratto riusciva a strisciare fuori dal cerchio tracciato al centro del pozzo, era considerato vivo; se questo accadeva, a seconda delle regole, il cane poteva essere dichiarato sconfitto, oppure reintrodotto nel pozzo per uccidere i ratti superstiti.
Un cane ben addestrato uccideva ogni ratto con un singolo morso, e poteva arrivare a uccidere quindici ratti in un minuto.  I cani erano principalmente Terrier di varie razze, per esempio Fox Terrier o Bull and Terrier ( ibrido terrier-molossoide).
Gestire un club di rat-baiting richiedeva un afflusso costante di nuovi ratti, nell'ordine delle migliaia; questo compito veniva svolto da acchiapparatti professionisti.